# Edmond Gaujac
Edmond Gaujac est un compositeur français né le 10 février 1895 à Toulouse où il est mort le 5 octobre 1962.

## Biographie
Edmond Germain Gaujac est le fils de Jacques Joseph Pierre Alexandre Gaujac, ferblantier, et Marie Elise Angely, marchande.
Il épouse à Paris Yvonne Julie Vert le 16 janvier 1928.
Il dirige le Conservatoire à rayonnement régional de Lille de 1931 jusqu'au conflit mondial et celui de Toulouse de 1945 à 1962.
Il est mort à Toulouse le 5 octobre 1962.

## Distinctions
- 1er Grand Prix de Rome de composition musicale 1927.

## Postérité
À Toulouse, une rue et une impasse porte le nom de Edmond Gaujac.